# Bennett Cerf

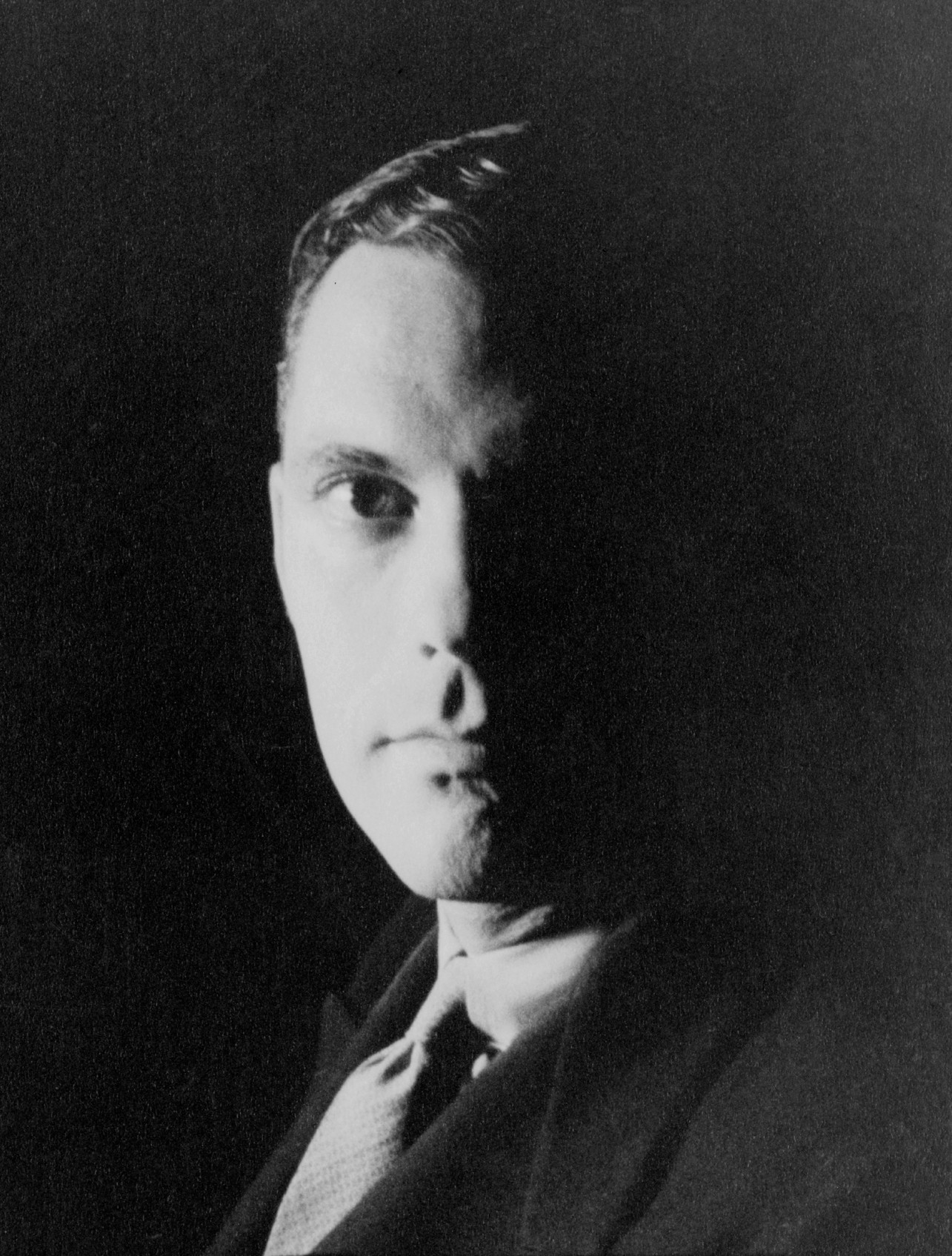
Bennett Cerf (Fotografie von Carl Van Vechten, 1932)

Bennett Alfred Cerf (* 25. Mai 1898 in Manhattan, New York City; † 27. August 1971 in Mount Kisco, New York) war ein US-amerikanischer Verleger und Mitbegründer von Random House. Bekanntheit erlangte er zudem durch seine Auftritte in der Fernsehshow What’s My Line, der Originalfassung von Was bin ich?.

## Leben
Bennett Cerf war das Kind des Lithografen Gustave Cerf und von Frederika Wise, der Erbin eines Tabak-Herstellers. Seine Eltern hatten deutsche und elsässische Wurzeln und waren jüdischer Abstammung. Als Cerf fünfzehn Jahre alt war, starb seine Mutter; er lebte fortan mit deren Bruder und seinem Vater zusammen. Nach seinem Abschluss an der Townsend Harris High School in Queens 1916 lebte Cerf in Washington Heights und erhielt seinen Bachelor of Arts am New Yorker Columbia College, das Teil der Columbia University war. Zudem besuchte er die Columbia University Graduate School of Journalism.
Seine erste Anstellung fand Cerf als Reporter des New York Herald Tribune. Zudem betätigte er sich zeitweise als Makler an der Wall Street, ehe er Vizepräsident des Verlagshauses Boni & Liveright wurde. Ab 1925 arbeitete er in Partnerschaft mit dem Verleger Donald S. Klopfer, mit dem er 1927 den Verlag Random House gründete. Das Logo des Unternehmens entwarf der mit Cerf befreundete Maler und Grafiker Rockwell Kent.
Cerf gelang es, durch seine Kontakte namhafte Autoren wie William Faulkner, John O’Hara, Eugene O’Neill, James A. Michener, Truman Capote und Theodor Seuss Geisel für den gemeinsamen Verlag zu gewinnen. Die mit Cerf ein Leben lang befreundete Ayn Rand ließ unter anderem 1957 ihren Roman Atlas wirft die Welt ab bei Random House veröffentlichen. Neben seiner Tätigkeit als Verleger war Cerf zudem von 1946 bis 1967 und von 1970 bis 1971 Jurymitglied bei den Peabody Awards und betätigte sich als Kolumnist. Zudem veröffentlichte er Bücher mit gesammelten Witzen und Sprüchen, darunter das Kinderbuch Book of Riddles. Seine Memoiren At Random wurden erst 1977 postum veröffentlicht.
1933 erlangte Bennett Cerf landesweite Bekanntheit durch seine Klage gegen staatliche Zensur. Dies betraf als obszön geltende und deshalb zensierte Passagen des Romans Ulysses von James Joyce. Cerf gewann den Prozess und das Werk konnte ungekürzt veröffentlicht werden. Einem breiten amerikanischen Fernsehpublikum wurde er zudem als Teil des Rateteams der Fernsehsendung What’s My Line (in Deutschland als Was bin ich? neu aufgelegt) bekannt, dem er von 1951 bis 1967 als festes Mitglied und anschließend bis zu seinem Tod als Gast angehörte. Cerf trat zudem in weiteren Fernsehshows auf und war zweimal Juror bei der Wahl zur Miss America. Für seine Verdienste wurde er unter anderem mit der Ehrendoktorwürde der University of Puget Sound sowie des William Jewell College in Missouri ausgezeichnet. 1960 erhielt er einen Stern auf dem Hollywood Walk of Fame auf Höhe des 6407 Hollywood Boulevard.
Von Oktober 1935 bis zur Scheidung im April 1936 war Cerf für ein halbes Jahr mit der Schauspielerin Sylvia Sidney verheiratet. Seine zweite Ehe mit der Schauspielerin, Verlegerin und Kinderbuchautorin Phyllis Fraser dauerte von 1940 bis zu seinem Tod an. Das Paar bekam zwei gemeinsame Söhne. Der ältere Sohn Christopher Cerf (* 1941) ist als Schriftsteller und Fernsehproduzent tätig.
Bennett Cerf lebte seit den frühen 1950er Jahren in Mount Kisco, wo er am 27. August 1971 im Alter von 73 Jahren starb. Cerf war kurz zuvor aus dem Lenox Hill Hospital entlassen worden und musste sich im Dezember 1970 einer Operation am Abdomen unterziehen. Eine genaue Todesursache gab die Familie nicht bekannt. Sein Leichnam wurde eingeäschert und auf dem Grundstück seines Hauses verstreut. In Mount Kisco wurde die Cerf Lane nach dem Verleger benannt. In dem 2006 erschienenen Filmdrama Kaltes Blut – Auf den Spuren von Truman Capote wurde Cerf von Peter Bogdanovich gespielt.